# Liste des communes de France dont le code postal ne correspond pas au département
 (juin 2025).
Il existe plusieurs communes françaises dont le préfixe (de deux chiffres) du code postal n'est pas le code Insee du département (indépendamment des départements de la Corse, codés « 2A » ou « 2B », et dont le code postal des communes commence par « 20 »).
La raison en est le plus souvent un problème d'accessibilité ; lorsque la ville ou le village est encaissé dans une vallée, il est plus facile de distribuer le courrier par la vallée, quitte à le faire depuis un autre département. Le code postal identifiant le bureau distributeur de ces villes ont un code postal correspondant à un autre département que le leur.
Par ailleurs, le code Insee de Monaco est 99138 alors que son code postal est 98000.
Cette particularité affecte aussi parfois le plan de numérotation téléphonique.

## Liste
Liste mise à jour le 14 février 2025
| Département             | Commune                     | Code Insee | Code postal | Commune du bureau distributeur | Département du bureau distributeur | Commentaires |
| ----------------------- | --------------------------- | ---------- | ----------- | ------------------------------ | ---------------------------------- | --- |
| Allier                  | Saint-Pierre-Laval          | 03250      | 42620       | Saint-Martin-d'Estréaux        | Loire                              | |
| Alpes-de-Haute-Provence | Claret                      | 04058      | 05110       | La Saulce                      | Hautes-Alpes                       | |
| Alpes-de-Haute-Provence | Curbans                     | 04066      | 05110       | La Saulce                      | Hautes-Alpes                       | |
| Alpes-de-Haute-Provence | Piégut                      | 04150      | 05130       | Tallard                        | Hautes-Alpes                       | |
| Alpes-de-Haute-Provence | Venterol                    | 04234      | 05130       | Tallard                        | Hautes-Alpes                       | |
| Alpes-de-Haute-Provence | Pontis                      | 04154      | 05160       | Savines-le-Lac                 | Hautes-Alpes                       | |
| Alpes-de-Haute-Provence | La Rochette                 | 04170      | 06260       | Puget-Théniers                 | Alpes-Maritimes                    | |
| Alpes-de-Haute-Provence | Saint-Pierre                | 04194      | 06260       | Puget-Théniers                 | Alpes-Maritimes                    | |
| Ardèche                 | Laveyrune                   | 07136      | 48250       | La Bastide-Puylaurent          | Lozère                             | |
| Cantal                  | Leyvaux                     | 15105      | 43450       | Blesle                         | Haute-Loire                        | |
| Dordogne                | Fougueyrolles               | 24189      | 33220       | Sainte-Foy-la-Grande           | Gironde                            | |
| Dordogne                | Port-Sainte-Foy-et-Ponchapt | 24335      | 33220       | Sainte-Foy-la-Grande           | Gironde                            | |
| Drôme                   | Villebois-les-Pins          | 26374      | 05700       | Orpierre                       | Hautes-Alpes                       | |
| Jura                    | Lajoux                      | 39274      | 01410       | Lélex                          | Ain                                | Pour les habitants des hameaux Sous-Montoiseau, Michaille, Les Parisettes et La Combe de Mijoux, qui ont par ailleurs leur numéro de téléphone fixe commençant par 04 50. |
| Jura                    | Lajoux                      | 39274      | 39310       | Septmoncel                     | Jura                               | Pour les habitants du village qui ont par ailleurs un numéro de téléphone fixe commençant par 03 84.                                                                      |
| Jura                    | Chancia                     | 39102      | 01590       | Dortan                         | Ain                                | |
| Jura                    | Lavancia-Epercy             | 39283      | 01590       | Dortan                         | Ain                                | |
| Marne                   | Saint-Eulien                | 51478      | 52100       | Saint-Dizier                   | Haute-Marne                        | |
| Marne                   | Sapignicourt                | 51522      | 52100       | Saint-Dizier                   | Haute-Marne                        | |
| Saône-et-Loire          | Change                      | 71085      | 21340       | Nolay                          | Côte-d'Or                          | |
| Haute-Savoie            | Éloise                      | 74109      | 01200       | Bellegarde-sur-Valserine       | Ain                                | |
| Var                     | Riboux                      | 83105      | 13780       | Cuges-les-Pins                 | Bouches-du-Rhône                   | |
| Vienne                  | Buxeuil                     | 86042      | 37160       | Descartes                      | Indre-et-Loire                     | |
| Essonne                 | Paray-Vieille-Poste         | 91479      | 94390       | Orly                           | Val-de-Marne                       | Pour Orly Aérogare. Le reste de la commune a pour code postal 91550. |